# Aliman
Aliman é uma comuna romena localizada no distrito de Constanţa, na região de Dobruja. A comuna possui uma área de 126.21 km² e sua população era de 2961 habitantes segundo o censo de 2007.